# Ontario Colleges Athletic Association
La Ontario Colleges Athletic Association (OCAA) è la federazione sportiva di tutti gli sport intercollegiali nella provincia canadese dell'Ontario. L'OCAA fa parte della Canadian Colleges Athletic Association (CCAA), e con la Ontario University Athletics amministra le attività sportive relative alla formazione superiore in Ontario. 
Le cariche del Comitato Esecutivo sono sette: un presidente, un "past president" (ovvero il presidente che ha appena terminato il mandato), un primo vicepresidente e quattro vicepresidenti.Nathan McFadden (Fanshawe College) è presidente dell'OCAA da maggio 2019. La OCAA ha sede a Scarborough e ha una rivista intitolata "Sweat".

## College membri
I college membri della OCAA sono 27:
- Algonquin College Thunder
- Collège Boréal Vipères
- Cambrian College Golden Shield
- Canadore College Panthers
- Centennial College Colts
- La Cité collégiale Coyotes
- Conestoga College Condors
- Confederation College Thunder Hawks
- Durham College Lords
- Fanshawe College Falcons
- Fleming College Knights
- George Brown College Huskies
- Georgian College Grizzlies
- Humber College Hawks
- Lakehead University Thunderwolves
- Lambton College Lions
- Loyalist College Lancers
- Mohawk College Mountaineers
- Niagara College Knights
- Redeemer University College Royals
- St. Clair College Saints
- St. Lawrence College Vikings
- Sault College Cougars
- Seneca College Sting
- Sheridan College Bruins
- University of Toronto Mississauga Eagles
- Wilfrid Laurier University-Brantford Golden Hawks

## Sport
Gli studenti e le studentesse di college membri dell'OCAA possono gareggiare in 11 sport diversi.
- Badminton
- Basketball
- Corsa campestre
- Curling
- Softball
- Golf
- Calcio
- Rugby
- Pallavolo
- Showbol
- Baseball

## Storia
La Ontario Colleges Athletic Association venne fondata il 9 giugno 1967 dai membri di sette istituti dell'Ontario: l'Algonquin College, il Centennial College, il Fanshawe College, il George Brown College, il Mohawk College, il Northern College e il St. Clair College. 
L'anno seguente altri 10 college divennero membri, e quattro anni più tardi il numero di college membri arrivò a 30. Originariamente, gli sport in cui potevano gareggiare gli studenti e le studentesse erano solo otto..
Nel 1971 si disputarono le prime competizioni inter-provinciali tra college membri dell'OCAA e college membri delle federazioni sportive delle altre province canadesi, tra cui il Québec e l'Alberta.
Durante i primi anni della sua vita la OCAA era dotata di un Comitato Esecutivo formato soltanto da tre cariche: il presidente Hal Wilson dell'Algonquin College, il vicepresidente Gord Smith del Lambton College e il segretario tesoriere Joe Marko del Mohawk College. 
Nel 1983 la OCAA ospitò i campionati nazionali a Toronto, ai quali parteciparono oltre 700 studenti e studentesse provenienti da tutta la nazione.
Nel maggio 1984, quando la presidentessa della OCAA era Bonnie Bacvar del Seneca College, venne fondato il "Women’s Sport Development Committee" (Comitato per lo sviluppo dello sport femminile), con lo scopo di sviluppare e diffondere lo sport femminile in tutti i college della provincia e della nazione attraverso numerosi e innovativi progetti dedicati anche alle di scuole superiori. Grazie alla innovazione promossa, la Canadian Collegiate Athletic Association (CCAA) premiò il Comitato.
Nel corso della sua storia, l'OCAA, insieme alla "Ontario Colleges Committee on Campus Recreation" (OCCCR) si occupò anche di diffondere uno stile di vita sano all'interno della popolazione studentesca attraverso la "Active Living Challenge".
A livello provinciale, i risultati più significativi sono stati conseguiti dalla squadra femminile di pallavolo del Seneca College, che ha vinto sette campionati provinciali consecutivi; dalla squadra maschile di pallavolo dello Sheridan College e da quella di calcio maschile dell'Algonquin College, entrambe vincitrici di sei campionati provinciali consecutivi.
A livello nazionale, la OCAA vanta numerosi successi: il Fanshawe College ha vinto tre campionati CCAA consecutivi di corsa campestre femminile ed è stato il primo college membro dell'OCAA a vincere un campionato nazionale di corsa campestre maschile.
David Lang, Mark Hoffman e Adrian Cord, studenti e atleti dell'Humber College, si sono classificati rispettivamente primo, secondo e terzo nel campionato maschile di golf, facendo così vincere al proprio college l'ottavo titolo in dieci anni, e rendendolo il primo in tutto il Canada a conquistare tutti e tre i gradini del podio. 
La squadra maschile di basket dell'Humber College ha vinto tre campionati nazionali consecutivi, ed è stata la prima squadra a giocare una finale di basket a livello nazionale contro un altro college membro dell'OCAA, il Durham College.
Atleti e allenatori di college membri dell'OCAA hanno ottenuto premi individuali di caratura nazionale: la pallavolista Landis Doyle, atleta dell'Humber College, venne nominata "miglior pallavolista dell'anno" nel 2011, anno in cui vennero premiati anche Tim Chiu, giocatore di badminton del George Brown College, e gli allenatori Trevor Costello, John Loney e Mike Duggan.

## OCAA Hall of Fame
L'OCAA Hall of Fame venne istituita nel 2003, con lo scopo di premiare atleti, allenatori e team builder. La cerimonia di apertura ebbe luogo il 30 aprile 2003, a Toronto, con 265 presenti alla cerimonia di premiazione dei primi 103 candidati. Nel 2005, i membri dell'OCAA si sono riuniti a  Hamilton, in Ontario, per onorare 30 nuovi membri, e nel 2007 altri 37 nuovi membri vennero invitati alla cerimonia ad Oshawa. Nel 2009, durante la quarta cerimonia dell'Hall of Fame a Windsor, i membri arrivarono a 100. Il 4 maggio 2011 si tenne la quinta edizione della cerimonia all'Historic Fairmont Royal York Hotel in Toronto, con 296 membri. A partire dal 2003, ogni due anni vengono aggiunti all'Hall of Fame atleti, coach e team builder.
L'8 maggio 2019, durante la sua nona edizione (tenutasi a Toronto), l'OCAA ha nominato altri 24 candidati, arrivando così a un totale di 421.

### Criteri di selezione dei candidati

#### Atleti
Sono premiati quegli atleti che non solo ottengono risultati notevoli a livello individuale e di squadra, ma anche che dimostrano di avere leadership e rispetto per compagni e avversari.

#### Allenatori
Gli allenatori che sono premiati sono quelli che riescono a far maturare i propri atleti non solo dal punto di vista sportivo, ma anche da quello umano.

#### Team Builder
I team builder nominati per la Hall of Fame sono quelli che maggiormente contribuiscono allo sviluppo dell'OCAA e del proprio college.